# Lipotriches comperta
Lipotriches comperta är en biart som först beskrevs av Cockerell 1912.  Lipotriches comperta ingår i släktet Lipotriches och familjen vägbin. Inga underarter finns listade i Catalogue of Life.